# Benjamin Rush
Benjamin Rush (Philadelphia (Pennsylvania), 4 januari 1745 – idem, 19 april 1813) was een Amerikaans politicus en psychiater. Hij was een van de ondertekenaars van de Amerikaanse Onafhankelijkheidsverklaring.

## Levensloop

### Jeugd
Rush werd geboren als de vierde van zeven kinderen. Zijn vader overleed toen hij acht was en Rush groeide verder op bij zijn oom en tante. Hij studeerde aan het College of New Jersey, tegenwoordig beter bekend als Princeton-universiteit. Daar behaalde de jonge student in 1760 een Bachelor of Arts. Rush wilde dokter worden en volgde van 1761 tot 1766 een opleiding onder John Redman in Philadelphia. Vervolgens studeerde hij van 1766 tot 1768 aan de Universiteit van Edinburgh in Schotland en behaalde daar een M.D.
Op 24-jarige leeftijd keerde Rush terug naar de koloniën en opende een eigen artsenpraktijk in Philadelphia en ging scheikunde doceren aan het College op Philadelphia. Tevens publiceerde hij het eerste Amerikaanse boek over scheikunde.

### Amerikaanse Onafhankelijkheidsoorlog
In dezelfde tijd nam  in de Amerikaanse koloniën de roep om onafhankelijkheid ten opzichte van Groot-Brittannië toe. Rush was actief bij de Sons of Liberty en werd namens Pennsylvania naar het Continental Congress gestuurd. Hij adviseerde Thomas Paine toen deze schreef aan zijn beroemde pamflet Common Sense. Nadat de onafhankelijkheid was uitgeroepen was Rush een van de ondertekenaars van de Onafhankelijkheidsverklaring. Hij vertegenwoordigde zijn stad Philadelphia tijdens de Wetgevende Vergadering voor de opstelling van een grondwet voor de staat Pennsylvania.
Rush maakte deel uit van de medische commissie van het Continental Congress. Hij oefende zij vak ook uit in dienst van de onafhankelijkheid. Hij vergezelde de militie van Philadelphia toen zij zich tevergeefs verzette tegen de Britse inname van Philadelphia en het grootste deel van New Jersey. De medische commissie zelf functioneerde totaal niet. Het leger had te maken met veel slachtoffers als gevolg van de gevechten, maar ook  door tyfus en geelzucht. Er was weinig aansturing waardoor de bevoorrading vaak niet goed liep. Rush kreeg daarom de leiding, maar slaagde er niet in orde op zaken te stellen.

### Complot tegen George Washington
De gouverneur van Virginia Patrick Henry ontving in januari 1778 twee ongetekende brieven van Rush waarin hij generaal Thomas de Conway quote dat alleen dankzij Gods genade de oorlog nog niet was verloren, want van generaal George Washington en zijn zwakke adviseurs had deze geen hoge dunk. De Conway en een aantal andere hoge officieren wilden Washington als opperbevelhebber vervangen door Horatio Gates. Henry speelde de brieven meteen door aan Washington die Rushs' handschrift herkende. Dit verhoogde de politieke druk op het Continental Congress om de toch al slecht functionerende Rush te vervangen en zo gebeurde het kort daarna. In 1812 schreef de dokter aan zijn vriend en oud-president John Adams dat hij spijt had van zijn geroddel.

### Rush als arts
Vanaf 1783 werkte Rush in het ziekenhuis van Pennsylvania en bleef dat tot zijn dood doen. Hij werd in 1791 benoemd tot professor in de medische theorie en klinische praktijk aan de Universiteit van Pennsylvania, hoewel zijn behandelmethoden soms – zelfs voor die tijd – vrij primitief waren. Zo deed hij nog vaak aan aderlaten. Daarvoor werd hij publiekelijk bekritiseerd. Zo hielden sommigen hem verantwoordelijk voor de dood van Benjamin Franklin.
Rush wordt tevens gezien als de “vader van de Amerikaanse psychiatrie”. Hij schreef in 1812 het eerste boek over het onderwerp, waarin hij verschillende psychische aandoeningen in kaart bracht, keek naar de oorsprong en oplossingen aandroeg. Rush geloofde onterecht dat veel ziektes werden veroorzaakt door een verkeerde bloedcirculatie, waardoor veel van de door hem aangedragen oplossingen – zoals aderlaten – niet aansloegen. Wel zorgde hij voor betere en humanere leefomstandigheden voor veel van de slachtoffers van deze ziektes.
De dokter-professor had een sterke interesse voor de manier waarop indianen met hun gezondheid omgingen. Hij wilde weten waarom zij veel gevoeliger waren voor bepaalde ziektes. Regelmatig sloeg Rush de plank volledig mis. Zo behandelde hij een voormalige slaaf die zijn donkere huid verloor, waarschijnlijk als gevolg van vitiligo. Zwart-zijn typeerde hij daardoor als een huidaandoening waarvan iemand kon genezen. Dit betekende echter niet dat blanken het recht hadden om de zwarte bevolking te tyraniseren. Zij hadden juist recht op meer humaniteit. Rush was een tegenstander van de slavernij en droeg die mening actief uit, bijvoorbeeld in een pamflet dat hij in 1773 schreef getiteld An adress to the inhabitants of the British settlement in America, upon slave-keeping. Tegelijkertijd verzwakte hij zijn eigen positie door de aankoop van de slaaf William Grubber in 1776. Die slaaf was nog steeds in zijn bezit toen hij lid werd van Pennsylvania Abolition Society acht jaar later.
Rush had tevens een leidende rol in het debat rond de doodstraf. Hij was sowieso tegen het publiekelijk ten schande maken van criminelen, zoals het schandblok. De dokter pleitte daarentegen voor lange gevangenisstraffen als een humane, maar tevens strenge manier van straffen. Door zijn toedoen opende de Pennsylvania in 1790 de Walnut Street Prison, de eerste staatsgevangenis in de Verenigde Staten.

## Persoonlijk
Rush trouwde in januari 1776 met Julia Stockton, een dochter van Richard Stockton, die ook de Amerikaans Onafhankelijkheidsverklaring ondertekende. Samen kregen zij dertien kinderen, van wie er negen het eerste levensjaar overleefden. Zijn zoon Richard was minister van Justitie onder president James Madison en minister van Financiën onder John Quincy Adams.
- The autobiography of Benjamin Rush : his 'Travels through life' together with his 'Commonplace book' for 1789-1813. Princeton, NJ, Princeton University Press, 1948. 1e uitg. o.d.t.: Travels, 1905

- Bibsys: 90301580
- Biblioteca Nacional de España: XX1751009
- Bibliothèque nationale de France: cb12343598f (data)
- CiNii: DA01689696
- Gemeinsame Normdatei: 11879163X
- International Standard Name Identifier: 0000 0001 1030 3329
- Library of Congress Control Number: n50000649
- Mathematics Genealogy Project: 122226
- Nationale Bibliotheek van Tsjechië: nlk20000091330
- Nationale bibliotheek van Australië: 35468508
- Nationale Bibliotheek van Israël: 987007267337505171
- Nederlandse Thesaurus van Auteursnamen: 069145946
- Réseau des bibliothèques de Suisse occidentale: 02-A023065995
- SNAC: w6sc4xsr
- Système universitaire de documentation: 032398948
- Trove: 964135
- Biographical Directory of the United States Congress: R000514
- Virtual International Authority File: 84813377
- WorldCat: E39PBJbxJFFw9wXRxyJBTgdPcP